# Limnospila echinata
Limnospila echinata är en tvåvingeart som först beskrevs av Stein 1907.  Limnospila echinata ingår i släktet Limnospila och familjen husflugor. Inga underarter finns listade i Catalogue of Life.